# 인포기어

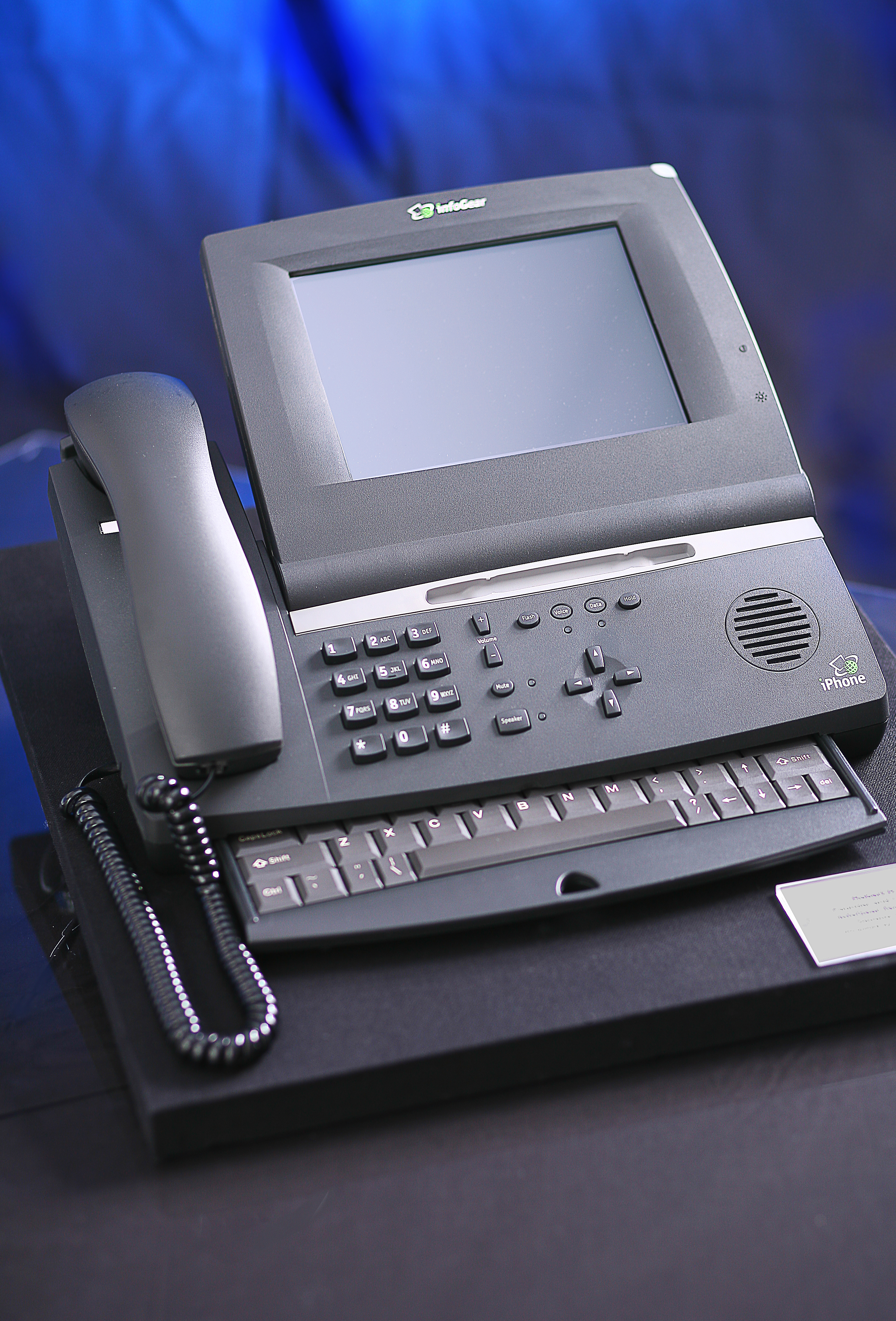

인포기어 테크놀로지 코퍼레이션(InfoGear Technology Corporation)은 1995년 설립된 미국의 기술 및 서비스 기업으로, 아이폰이라는 이름의 초기 유형의 데스크톱 전화를 개발하고 마케팅하였다. 이 기업과 아이폰이라는 이름의 상표는 2000년 시스코 시스템즈에 인수되었다. 2007년, 애플과 시스코는 애플이 자사의 아이폰 제품들에 아이폰이라는 이름을 사용하는 합의에 도달하였다.